# (29975) Racheledelstein
(29975) Racheledelstein est un astéroïde de la ceinture principale découvert en 1999.

## Description
(29975) Racheledelstein a été découvert le 8 juin 1999 à la Station Anderson Mesa, un des deux sites d'observation de l'observatoire Lowell en Arizona (États-Unis), par le programme Lowell Observatory Near-Earth-Object Search (LONEOS).

### Caractéristiques orbitales
L'orbite de cet astéroïde est caractérisée par un demi-grand axe de 2,65 ua, un périhélie de 2,26 ua, une excentricité de 0,15 et une inclinaison de 7,77° par rapport à l'écliptique. Du fait de ces caractéristiques, à savoir un demi-grand axe compris entre 2 et 3,2 ua et un périhélie supérieur à 1,666 ua, il est classé, selon la JPL Small-Body Database, comme objet de la ceinture principale.

### Caractéristiques physiques
(29975) Racheledelstein a une magnitude absolue (H) de 13,7 et un albédo estimé à 0,342.

## Étymologie
Cet astéroïde est nommé en l'honneur de Rachel Edelstein (1964-).